# أنمينتاري كوتسودان
أنمينتاري كوتسودان (باليابانية: アニメンタリー 決断) ، هي أنمي للرسوم المتحركة التي أنتجها شركة تاتسونكو برودكشن سنة 1971م، والتي تدور حول الطيارون اليابانيون الذين يشاركون في العمليات العسكرية في فترة الحرب العالمية الثانية من عام 1941 إلى سنة 1945م.